# Fédération française de cyclotourisme
 (avril 2020).
Si vous disposez d'ouvrages ou d'articles de référence ou si vous connaissez des sites web de qualité traitant du thème abordé ici, merci de compléter l'article en donnant les références utiles à sa vérifiabilité et en les liant à la section « Notes et références ».
Ne doit pas être confondu avec Fédération française de cyclisme.
La Fédération française de cyclotourisme (FFCT) est la première fédération de randonnée à vélo sur le territoire. Elle a pour objectif de développer le tourisme à vélo en France et la pratique du vélo en tant que sport pour tous. Elle organise 4 500 randonnées en France et à l’étranger, qui attirent chaque année plus de deux millions de participants. Ses clubs et écoles de cyclotourisme accueillent, conseillent et forment débutants et confirmés, à travers toute la France.
Organisée en treize comités régionaux (CoReg) et 95 comités départementaux (CoDep), elle fédère tous les clubs de cyclotourisme.

## Histoire
En 1865, le cyclotourisme (qui ne s'appelait pas ainsi) se pratiquait sur vélocipède, puis sur grand-bi ou sur tricycle. En 1885 apparaît la bicyclette moderne dite alors de « sûreté ». C’est à ce moment-là que le cyclotourisme amorce son développement.
C’est en 1888 que Vélocio, de son vrai nom Paul de Vivie, crée le néologisme « cyclotourisme », qui se pratique au sein du Touring club de France, seule association nationale consacrée exclusivement au cyclotourisme.
Gaston Clément crée, en 1923, la Fédération française des sociétés de cyclotourisme (FFSC) qui compte plus de 9 000 adhérents en 1939, mais qui cesse d’exister pendant la Seconde Guerre mondiale.
Pour reprendre le flambeau, la FFCT est créée le 25 février 1945, avec Charles Antonin comme premier président.
Les effectifs de la FFCT atteignent 14 000 adhérents en 1951, il est créé une revue sur le « Cyclotourisme » et des comités départementaux.
En 1977, une convention réserve le cyclotourisme à la FFCT et la compétition à la FFC. Elle obtient en 1978 la reconnaissance d'utilité publique et entre au Comité national olympique et sportif français (CNOSF).

## Années 2010

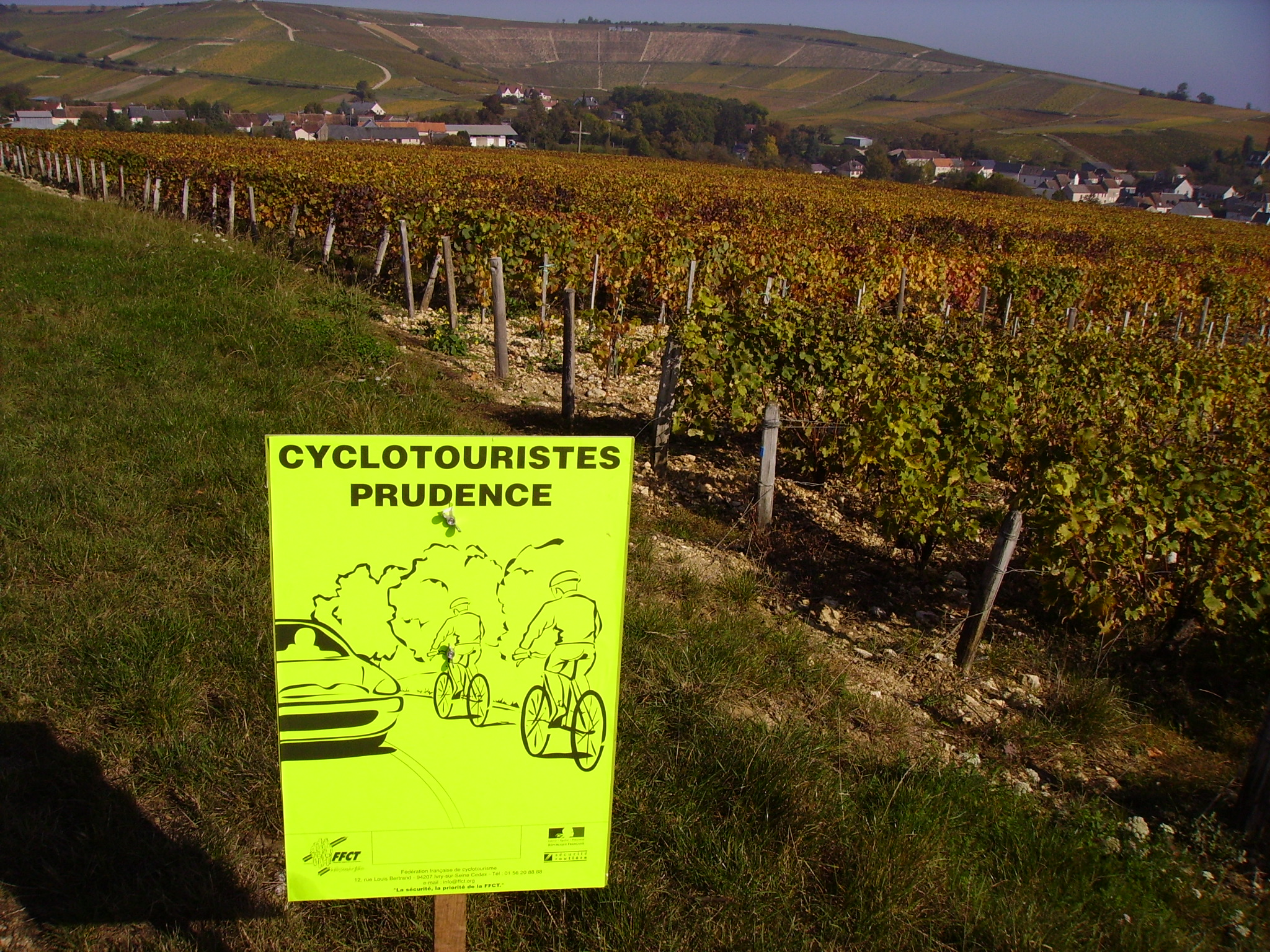
La FFCT apporte son soutien à de nombreuses manifestations sportives, ici le Rallye des Vignobles 2007.

La FFCT regroupe 120 000 adhérents (20 % de féminines) au sein de 3 100 clubs avec 10 000 dirigeants qui sont tous des pratiquants.
De nombreuses activités sont organisées parmi lesquelles on peut citer :
- des randonnées organisées par les clubs (route ou VTT) ;
- des randonnées permanentes ;
- des cyclo-montagnardes ;
- des cyclo-découvertes ;
- des concentrations (Pâques en Provence…) ;
- une semaine fédérale qui change de région tous les ans ;
- des séjours en France ou à l’étranger ;
- un tour de France cyclotouriste organisé tous les deux ans ;
- des semaines nationales des jeunes en cyclotourisme ;
- des critériums régionaux et nationaux des jeunes cyclotouristes (CNJC) (route et VTT) de treize à dix-huit ans ;
- des concours nationaux et européens de la sécurité routière (CNER) pour jeunes de huit à douze ans.

Ce qui caractérise les activités FFCT, c’est l’absence de classement : il n’y a pas de compétition, seule l’émulation est autorisée. Les deux pratiques route et VTT cohabitent et sont accessibles à tous.
Les adhérents de la FFCT paient une cotisation annuelle comprenant :
- une licence permettant de participer aux activités sous le label FFCT ;
- une assurance pour la responsabilité civile ;
- une assurance en option pour les dégâts résultant d'un accident sur son équipement (vélo, vêtements, etc.).